# Adventure (álbum)
Adventure es el segundo álbum de estudio de la banda estadounidense Television, el cual fue editado en el año 1978. Al igual que su antecesor (Marquee Moon), el álbum tuvo éxito comercial en Reino Unido (en donde llegó al puesto #7 de las listas) pero no en Estados Unidos, aunque fue bien recibido por la crítica, a pesar de que es considerado inferior a su antecesor. Según el crítico Robert Christgau, Adventure es un álbum más "reflexivo" y "tranquilo" que Marquee Moon.
El grupo se separó al año siguiente. Adventure fue reeditado en formato CD durante el año 2003 con cuatro tracks adicionales, incluyendo versiones alternativas.

## Listado de temas
Todos los temas fueron compuestos por Tom Verlaine, excepto "Glory" (Lloyd/Verlaine)
1. "Glory" - 3:11
2. "Days" – 3:14
3. "Foxhole" – 4:48
4. "Careful" – 3:18
5. "Carried Away" – 5:14
6. "The Fire" – 5:56
7. "Ain't That Nothin'"	– 4:52
8. "The Dream's Dream" – 6:44

Reedición en CD de 2003:
1. "Glory" - 3:11
2. "Days" – 3:14
3. "Foxhole" – 4:48
4. "Careful" – 3:18
5. "Carried Away" – 5:14
6. "The Fire" – 5:56
7. "Ain't That Nothin'"	– 4:52
8. "The Dream's Dream" – 6:44
9. "Adventure" – 5:38
10. "Ain't That Nothin'"	– 3:55
11. "Glory" – 3:39
12. "Ain't That Nothin'" – 9:47 (versión instrumental)

## Personal
- Tom Verlaine - guitarra, voz, teclados, producción
- Richard Lloyd - guitarra y voz
- Fred Smith - bajo y voz
- Billy Ficca - batería
- John Jansen - productor, ingeniero
- Craig Bishop - ingeniero
- Jay Borden - ingeniero